# 976

## Události
České země
- založení klášter svatého Jiří na Pražském hradě, nejstaršího českého kláštera (pravděpodobné datum)
- První zmínka o Plzni. Tohoto roku zde u přemyslovského hradiště kníže Boleslav II. porazil vojsko německého krále Oty II. – Tehdejší Plzeň byla postupně přejmenována na Starý Plzenec. Nová Plzeň (dnešní Plzeň) založena až roku 1295 na místě pro rozvoj města vhodnějším.

## Úmrtí
- 10. ledna – Jan I. Tzimiskes, byzantský císař (* asi 924)
- 14. června – Áron Bulharský, bulharský vládce (* ?)

## Hlavy států
- České knížectví – Boleslav II.
- Papež – Benedikt VII.
- Svatá říše římská – Ota II.
- Anglické království – Eduard II. Mučedník
- Skotské království – Kenneth II., Amlaib
- Polské knížectví – Měšek I.
- Západofranská říše – Lothar I.
- Magdeburské arcibiskupství – Adalbert (968–981)
- Uherské království – Gejza
- První bulharská říše – Boris II. Bulharský – Roman I. Bulharský
- Byzanc – Jan I. Tzimiskes – Basileios II. Bulharobijce